# Willy Krüger (Schauspieler, 1902)
Wilhelm Hermann Gustav Adolf „Willy“ Krüger (* 15. Mai 1902 in Berlin; † 26. September 1979 in Penzberg, Landkreis Weilheim-Schongau) war ein deutscher Schauspieler.

## Leben
Willy Krüger wurde als Sohn des Betriebsaufsehers Hermann Gustav Adolf Krüger und seiner Ehefrau Lina Bertha Albertine geb. Brandt geboren. Nach Abitur und Handelsschule erhielt er eine Schauspielausbildung bei Jacques Burg. Es folgten Tätigkeiten als Schauspieler und Oberspielleiter an einigen Provinztheatern und später an der Berliner Soldatenbühne. Von 1945 bis 1953 übte er die Tätigkeit des Theater-Direktors an der Niedersachsen–Bühne aus.
Ab 1954 war Krüger in Film- und Fernsehproduktionen zu sehen. Bekannt wurde er ab 1954 durch die Mitwirkung in der ersten deutschen Fernsehserie Familie Schölermann. In 111 Folgen verkörperte er bis 1960 den Vater Matthias Schölermann. Neben ihm spielten unter anderem Lotte Rausch und Charles Brauer. Ab 1963 stand er als Inspektor Peters in 39 Folgen mit Konrad Georg in der Krimiserie Kommissar Freytag vor der Kamera. Die letzten Auftritte im Fernsehen hatte Willy Krüger in den Fernsehfilmen Kressin stoppt den Nordexpress und AE612 ohne Landeerlaubnis aus der Fernsehreihe Tatort. Zudem arbeitete er auch als Synchronsprecher.
Willy Krüger war mit der Schauspielerin Lotte Göbel verheiratet. Gemeinsam hatten sie einen Sohn. Krüger starb 1979 im Alter von 77 Jahren im oberbayerischen Penzberg.

## Filmografie
- 1954–1960: Familie Schölermann (Fernsehserie)
- 1957: Die Letzten werden die Ersten sein
- 1958: Das Mädchen mit den Katzenaugen
- 1961: Die inneren Stimmen (Fernsehfilm)
- 1962: Hauptgewinn: 6 (Fernsehserie)
- 1963: Feuerwerk (Fernsehfilm)
- 1963: Der komödiantische Herr Sebek (Fernsehfilm)
- 1963–1966 Kommissar Freytag (Fernsehserie)
- 1964: Clicquot & Co. (Fernsehfilm)
- 1964: Mein oder Dein (Fernsehfilm)
- 1967: Der Vater und sein Sohn: Der arme Junge (Fernsehserie)
- 1969: Aus dem Alltag in der DDR (Fernsehfilm)
- 1970: Aus dem Alltag in der DDR – Zweiter Versuch einer Rekonstruktion nach Berichten und Dialogen (Fernsehfilm)
- 1971: Tatort – Kressin stoppt den Nordexpress
- 1971: Tatort – AE612 ohne Landeerlaubnis

## Hörspiele
- 1958: Squirrel oder Der Ernst des Lebens – Regie: Heinz-Günter Stamm
- 1960: Peter Voss, der Millionendieb (3. Teil: Peter Voss in Untersuchungshaft) – Regie: Heinz-Günter Stamm
- 1961: Der große Fang (1. Teil: Vom Angeln) – Regie: Fritz Benscher
- 1962: Ein Elefant aus Cartagena – Regie: Otto Kurth
- 1962: Undine – Regie: Robert Bichler
- 1965: Mathilde Möhring (2 Teile) – Bearbeitung und Regie: Rudolf Noelte
- 1967: Milch und Honig – Regie: Hans Breinlinger
- 1967: Gittl – Regie: Hermann Wenninger
- 1967: Die Auskunft – Übersetzung, Bearbeitung und Regie: Paul Pörtner
- 1968: Was sagen Sie zu Erwin Mauss? – Regie: Paul Pörtner